# (38658) 2000 ON48
2000 ON48 (asteroide 38658) é um asteroide da cintura principal. Possui uma excentricidade de 0.16209180 e uma inclinação de 3.63648º.
Este asteroide foi descoberto no dia 31 de julho de 2000 por LINEAR em Socorro.